# Col supérieur des Cimes blanches
Le col supérieur des Cimes blanches est un col des Alpes pennines à 2 982 mètres d'altitude situé en Vallée d'Aoste, reliant le Valtournenche au val d'Ayas.

## Géographie
Du point de vue orographique, ce col sépare le massif du mont Rose, au nord, des contreforts valdôtains du mont Rose, au sud, qui se terminent au Grand Tournalin.
Le col inférieur des Cimes blanches (2 894 mètres) se situe au sud du col supérieur.

## Histoire
Le rôle historique de ce col est lié aux échanges commerciaux entre la Vallée d'Aoste et le Valais. En particulier, un débat est ouvert concernant la migration des Walsers vers la vallée du Lys, qui aurait été faite soit à travers le col du Lys, soit par la voie plus simple du col de Saint-Théodule, du Col supérieur des Cimes blanches et du col du Bätt.

## Accès
L'accès à partir du Breuil s'effectue au départ de Plan Maison suivant l'itinéraire n°16 menant au lieu-dit Chavanon et au chemin du lac Goillet. L'accès à partir d'Ayas s'effectue au départ de la place du hameau Saint-Jacques, suivant vers les hameaux Blanchard et Armaz, pour rejoindre Fiéry le long du sentier no 6. On poursuit ensuite le long du vallon des Cimes blanches (ou de Cortot) jusqu'aux alpages de Ventina, Varda et Mase et au Grand Lac, un bassin artificiel au pied du glacier de Ventina.